# 茂名站
茂名站，原名茂名东站。位于中国广东省茂名市茂南区，距离茂名西站11公里，是现时茂名市规模最大及最主要的铁路客运站，粤西地区的重要交通枢纽。车站始建于1990年，分為南北兩站房，与进站天桥一起形成“Z”字型布局，车站共有4个站台、6个站台面、10条股道，日均开行动车组列车126列，普速列车16列。

## 历史

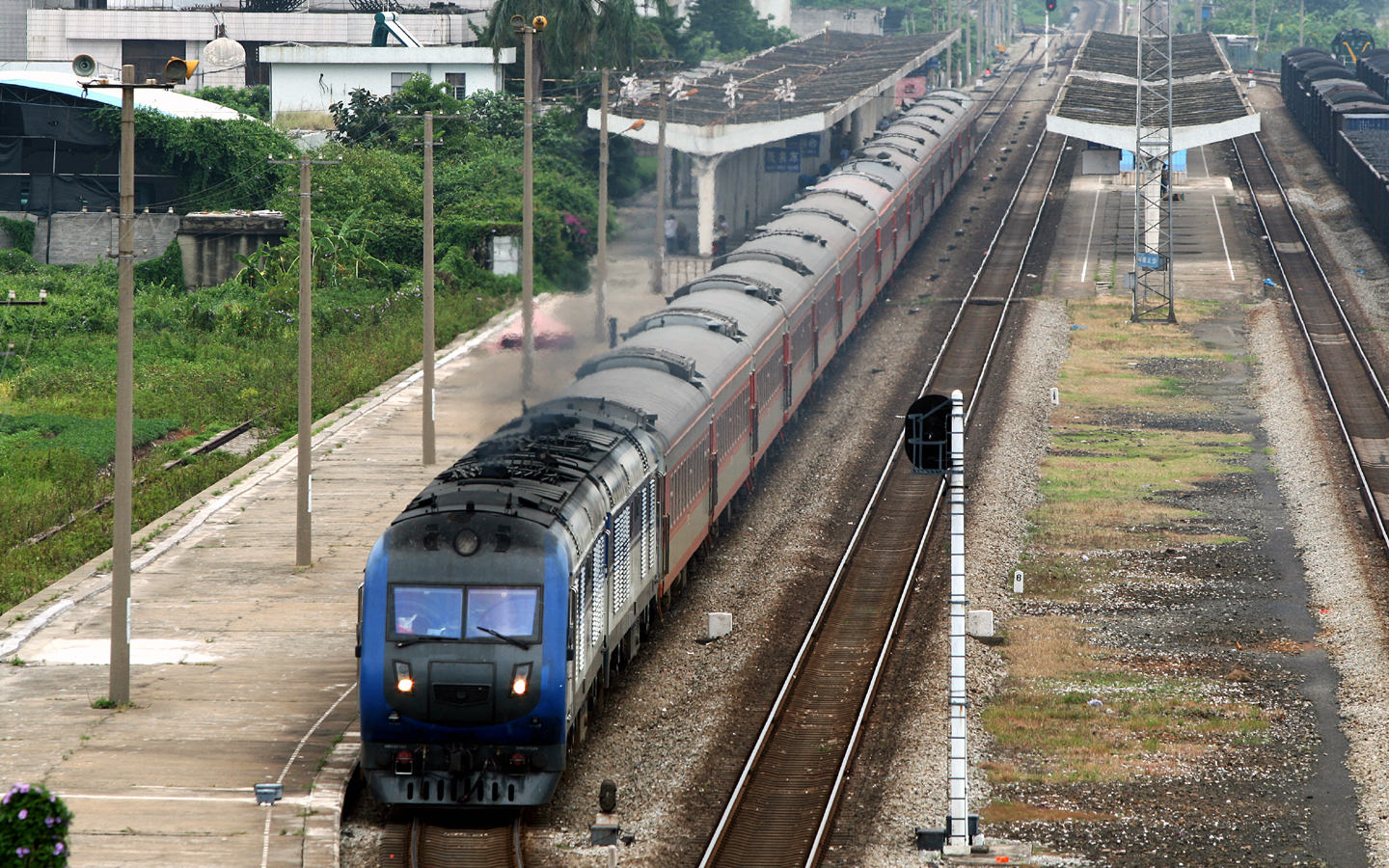
K511次列车停靠茂名东站（2011年）

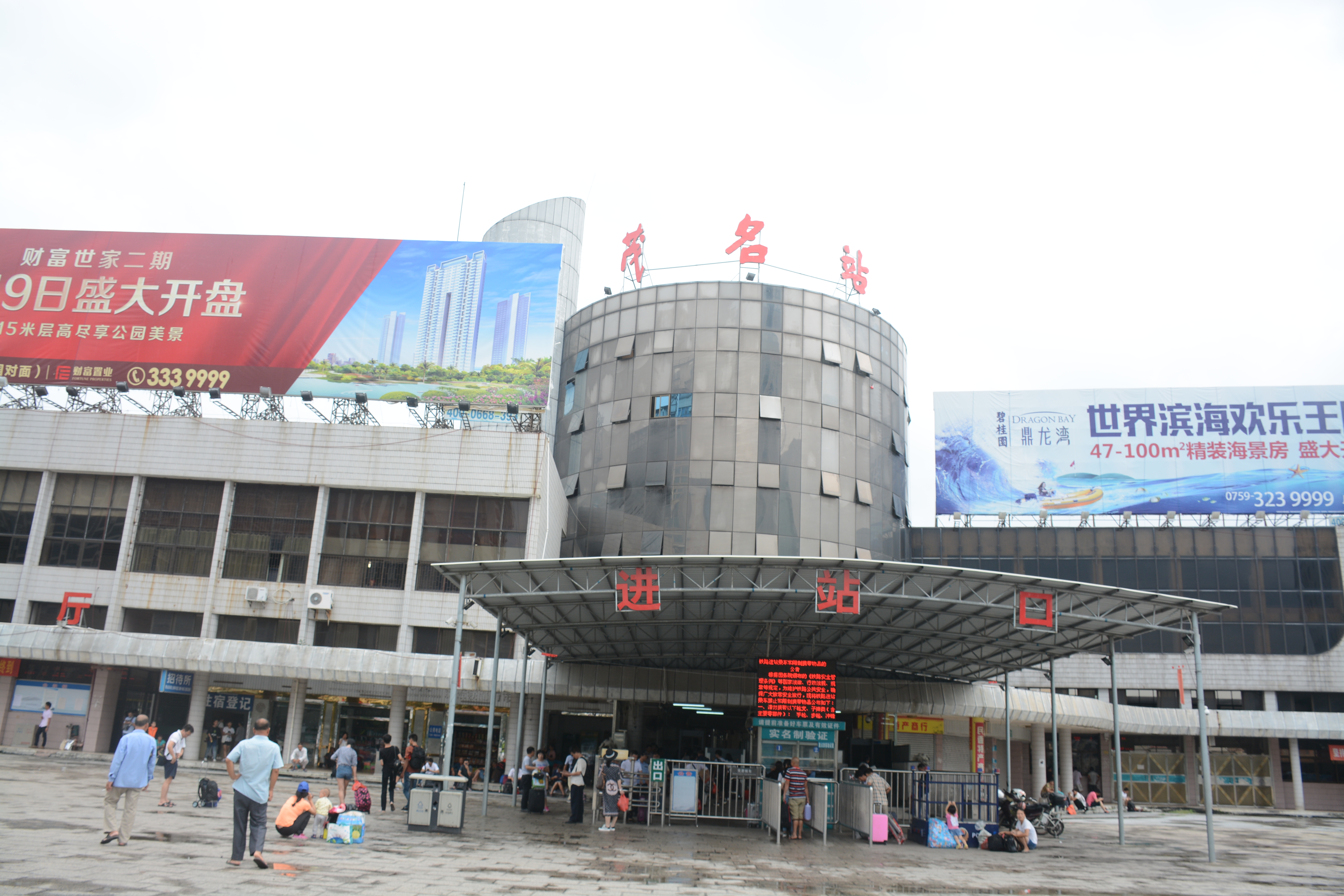
已拆除的茂名站舊站房，於2016年改名后

1990年3月1日，原三茂线茂名东交接场改建为车站，时称茂名东站，为四等编制。1991年5月3日隨三茂鐵路全線建成正式投入營運，當時為三茂鐵路的終点站。1992年3月28日，总投资约800万元、建筑面积6576平方米的茂名车站站房（后称北站房）建成投入使用。当时茂名东站设有正线1条、到发线2条、机走/编组线7条。
2004年2月29日，因廣州鐵路集團控股的三茂鐵路股份有限公司管轄範圍增加原由廣鐵集團羊城鐵路總公司管轄的廣三鐵路，原廣三鐵路和三茂鐵路正式合併為廣茂鐵路，因此為廣茂鐵路的終点站。
2016年9月10日，茂名市内三座火车站同时更名，原茂名東站更名為茂名站，原茂名站更名为茂名西站，原电白站更名为茂名东站。
2018年6月28日，茂名站站房改造工程开工建设。2019年10月21日上午7时，茂名站南站房、站南广场正式投入使用，原茂名站北站房即时停用并拆除重建。2022年1月8日上午9点，改造后的茂名站北站房正式启用。

## 车站结构

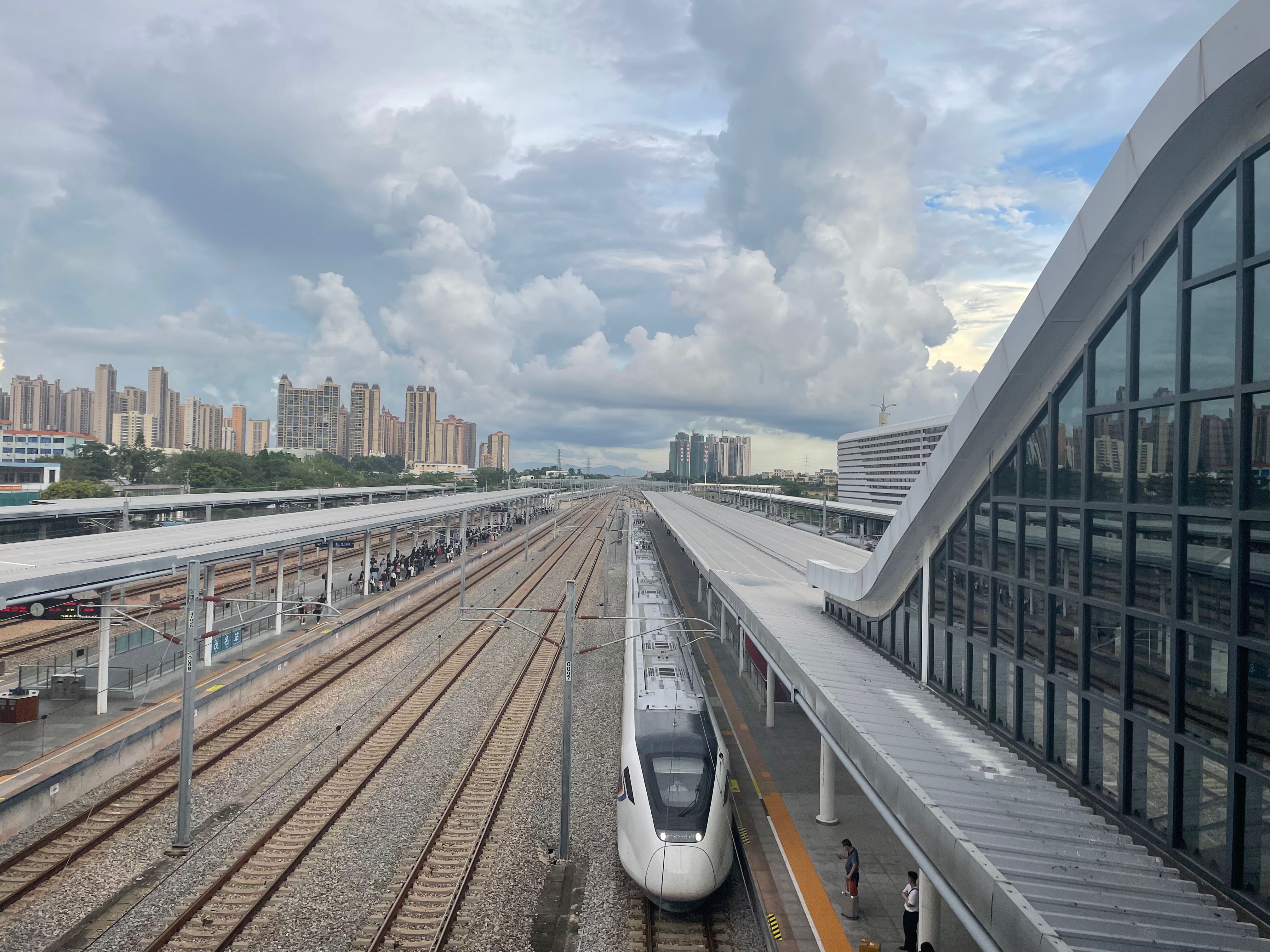
车站站台

茂名站站房总建筑面积约20000平方米，南站房为11000平方米，北站房9000平方米，并建有进站天桥连接南北站房，总平面布局采用“Z”字型进行布置，采用一致的玻璃及金属幕墙装饰，以白色为主色调，最高峰可同时容纳旅客2000人（南站房1100人、北站房900人）。

### 站房
茂名站原北站房建筑面积为6576平方米，站内设候车大厅以及贵宾室、母婴候车室、售票厅等，可同时容纳1500人候车。新北站房共有两层，一层设有候车厅、售票厅、商业区，共有3个人工售票窗口、5台自动售取票机，二层东侧为候车区、检票口、商业区，西侧为候车区、好心书吧、商业区。两层候车室共有678个座位。
南站房一层设有售票大厅及324个座位的候车厅。二层以678个座位的候车厅为中心，候车厅西侧是候车区和检票口，共有6个自动检票通道和2个人工检票通道。候车厅东侧是商业区，设有24小时餐饮便利店。

### 站场
茂名站设有10条股道，其中正线4条、到发线6条，并设有4座旅客站台。各站台和站房间设有2座进出站地道连接。
| 北站房   | 售票、候车、进出站                |
| 侧式站台 |                                   |
| 1站台    | 广茂铁路 往广州方向（茂名东站）   |
| Ⅷ道      | 广茂铁路 上行通过列车             |
| 2站台    | 深湛铁路 往江门方向（电白站）     |
| 岛式站台 |                                   |
| 3站台    | 深湛铁路 往江门方向（电白站）     |
| Ⅱ道      | 深湛铁路 上行列车通过线           |
| Ⅰ道      | 深湛铁路 下行列车通过线           |
| 4站台    | 深湛铁路 往湛江西方向（吴川站）   |
| 岛式站台 |                                   |
| 5站台    | 深湛铁路 往湛江西方向（吴川站）   |
| Ⅶ道      | 广茂铁路 下行通过列车             |
| 6站台    | 广茂铁路 往茂名西方向（茂名西站） |
| 侧式站台 |                                   |
| 南站房   | 售票、候车、进出站                |

## 利用情况
截至2025年7月1日全国铁路三季度调图，茂名站满图下共开行73对动车组列车和8对普速列车，除13对动车为始发终到外，其余均为过路列车。

## 接駁公交
- 茂名公交：

| 序号 | 路线          | 起止站点                  |
| ---- | ------------- | ------------------------- |
| 1    | 1路           | 茂名站南广场-公館分站     |
| 2    | 5路           | 茂名站南广场-公館分站     |
| 3    | 10路          | 茂名站南广场-露天礦公園   |
| 4    | 11路          | 茂名站南广场-山閣鎮政府   |
| 5    | 18路          | 茂名站南广场-茂名技师学院 |
| 6    | 210路         | 茂名站南广场-白土村委会   |
| 7    | 303路         | 茂名站南广场-中國第一灘   |
| 8    | 305路         | 茂名站南广场-米糧村委會   |
| 9    | 306路         | 茂名站南广场-大同圩       |
| 10   | 城际公交G1线  | 茂名火車站-高州冼太廟     |
| 11   | 城际公交H1A线 | 茂名火車站-化州北岸汽車站 |